# Mare Jonio (vaixell)
El Mare Jonio és un vaixell humanitari de rescat amb bandera italiana operat per l'ONG Mediterranea des del 2018. Té 37 metres de llarg i no està dissenyat per rescatar i reunir migrants en dificultats, sinó principalment per localitzar, ajudar i remolcar els vaixells en dificultats.
El 3 d'octubre de 2018 va sortir del port Augusta de Sicília en direcció al sud per primera vegada com a vaixell de rescat. El novembre de 2018 van iniciar una campanya conjunta els vaixells de Proactiva Open Arms, Mediterranea i Sea-Watch, que són l'Open Arms, el Mare Jonio i el Sea-Watch 3, juntament amb l'avió Moonbird per tal de prosseguir amb el rescat de refugiats a la Mediterrània després d'unes setmanes en què els estats els havien impedit actuar de diverses maneres.